# كورت شتيرنبيرغ
كورت شتيرنبيرغ (بالألمانية: Kurt Sternberg)‏ هو كاتب وفيلسوف ألماني، ولد في 19 يونيو 1885 في برلين في ألمانيا، وتوفي في 21 سبتمبر 1942 في Auschwitz I ‏ في بولندا.